# Harley-Davidson Sportster

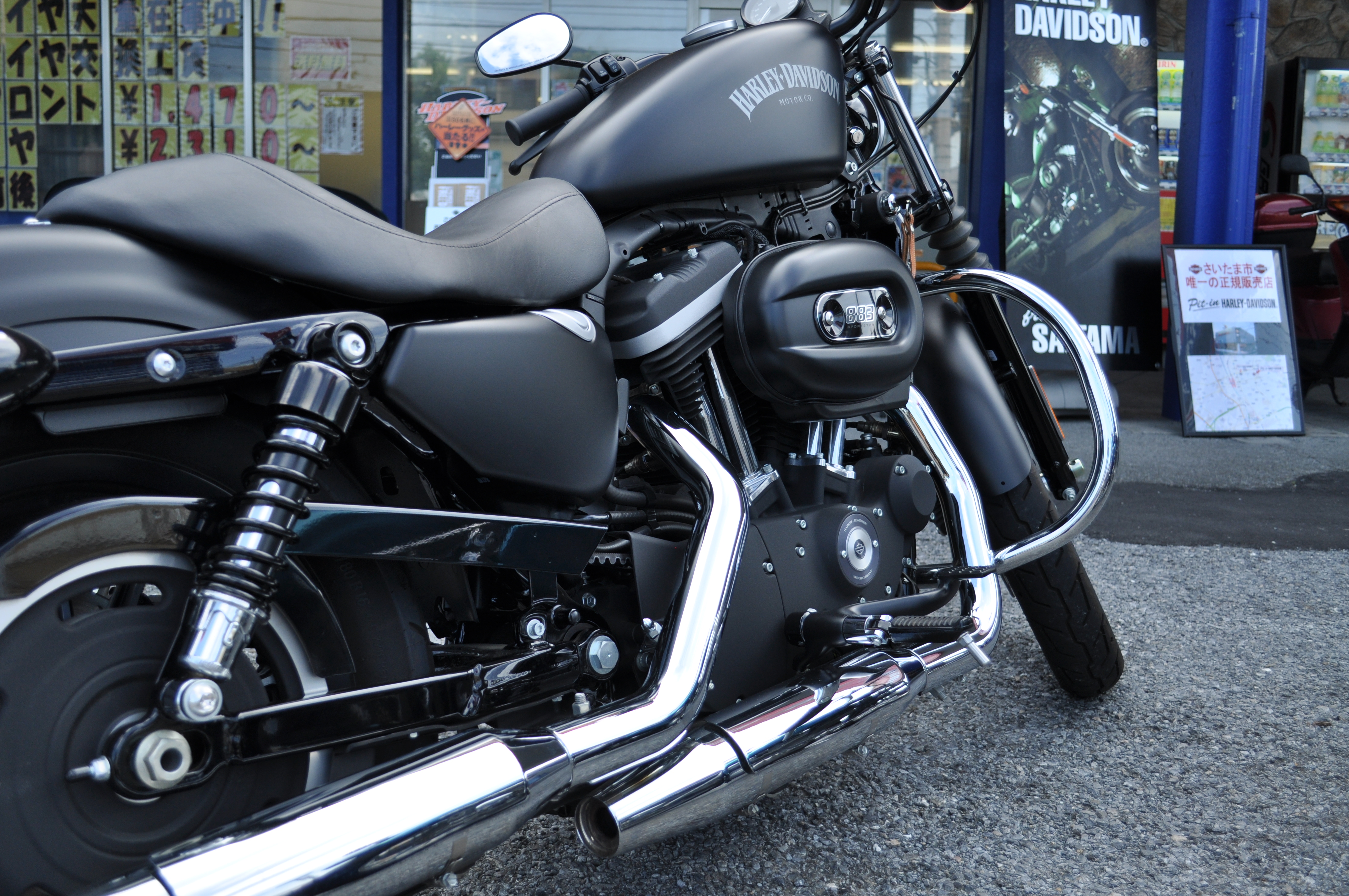
Sportster XL 883N Iron

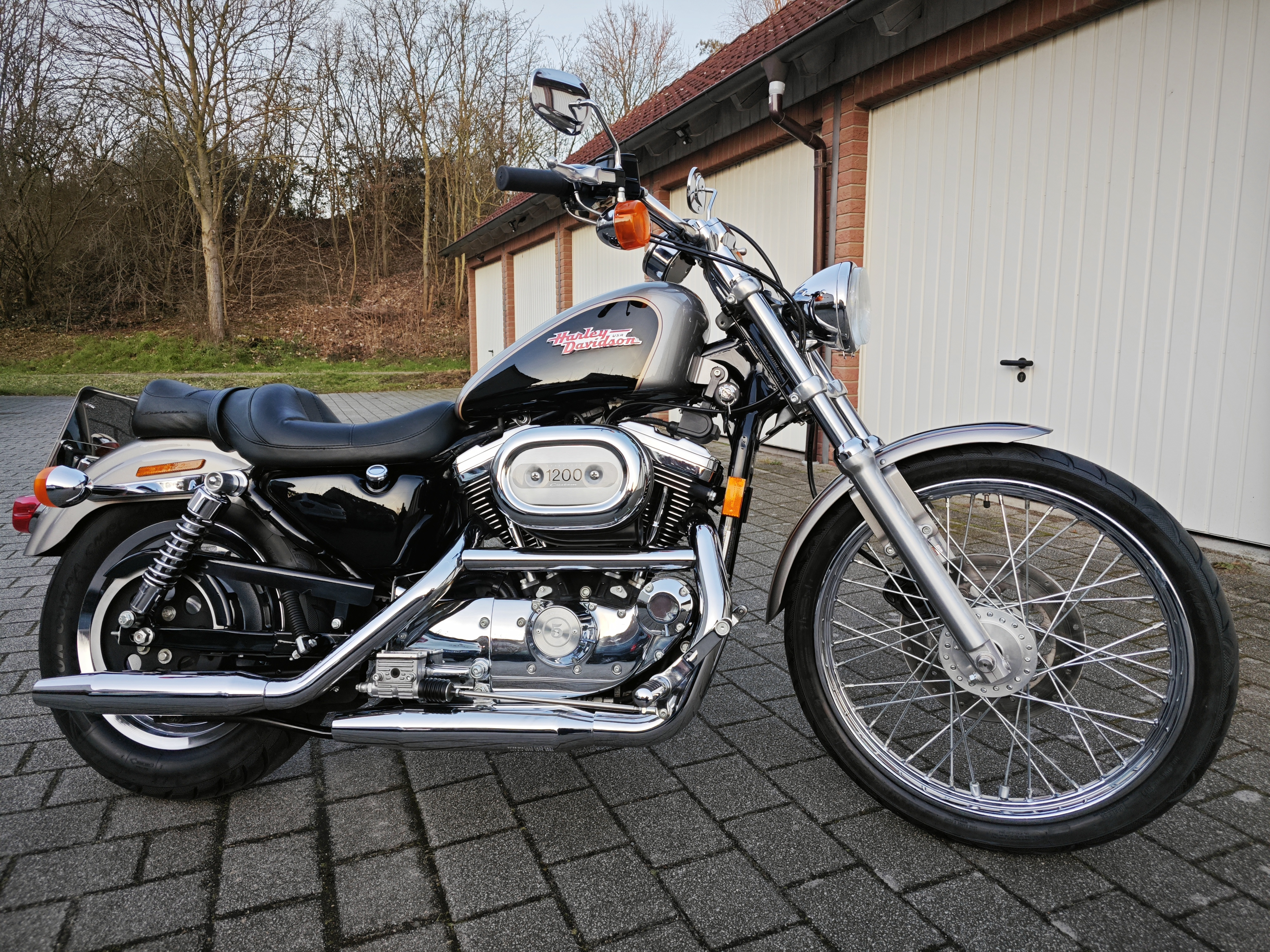
Sportster XL1200 Custom 1996

Harley-Davidson Sportster ist eine Modellreihe des US-amerikanischen Motorradherstellers Harley-Davidson, die seit 1957 produziert wird. Innerhalb des Harley-Davidson-eigenen Bezeichnungssystems beginnen die Modellcodes der Sportster-Modelle mit den Buchstaben „XL“. Eingeführt als sportliche Modellreihe, stellte die Sportster lange Zeit den Einstieg in das Modellprogramm von Harley-Davidson dar, unterhalb der mit hubraumstärkeren Motoren ausgestatteten „Big Twins“. 2021 wurden die bisherigen luftgekühlten Modelle in Europa eingestellt, zugunsten von Motorrädern mit wassergekühlten Motoren.

## Entwicklung
Direkter Vorläufer der Sportster war Harley-Davidsons K-Serie. Dabei handelte es sich um sportliche Motorräder, die angetrieben wurden von Motoren in der bereits damals für den Hersteller typischen Konfiguration. Dabei handelt es sich um Zweizylindermotoren in V-Anordnung mit geringem 45° Bankwinkel. Diese Anordnung erlaubt großvolumige Motoren mit hohem Drehmoment in relativ geringen Abmaßen.
Gegenüber Produkten der Konkurrenz, insbesondere britischen Motorrädern, galt die K-Serie jedoch mit ihrem seitengesteuerten Motor als veraltet und mit nur 30 PS (22 kW) als untermotorisiert. Sie trug jedoch bereits fortschrittliche Konstruktionsmerkmale wie ein fußgeschaltetes Getriebe, das in einem gemeinsamen Gehäuse mit dem Motor untergebracht war. Eine weitere Neuerung waren hydraulische Stoßdämpfer.

## Ironhead

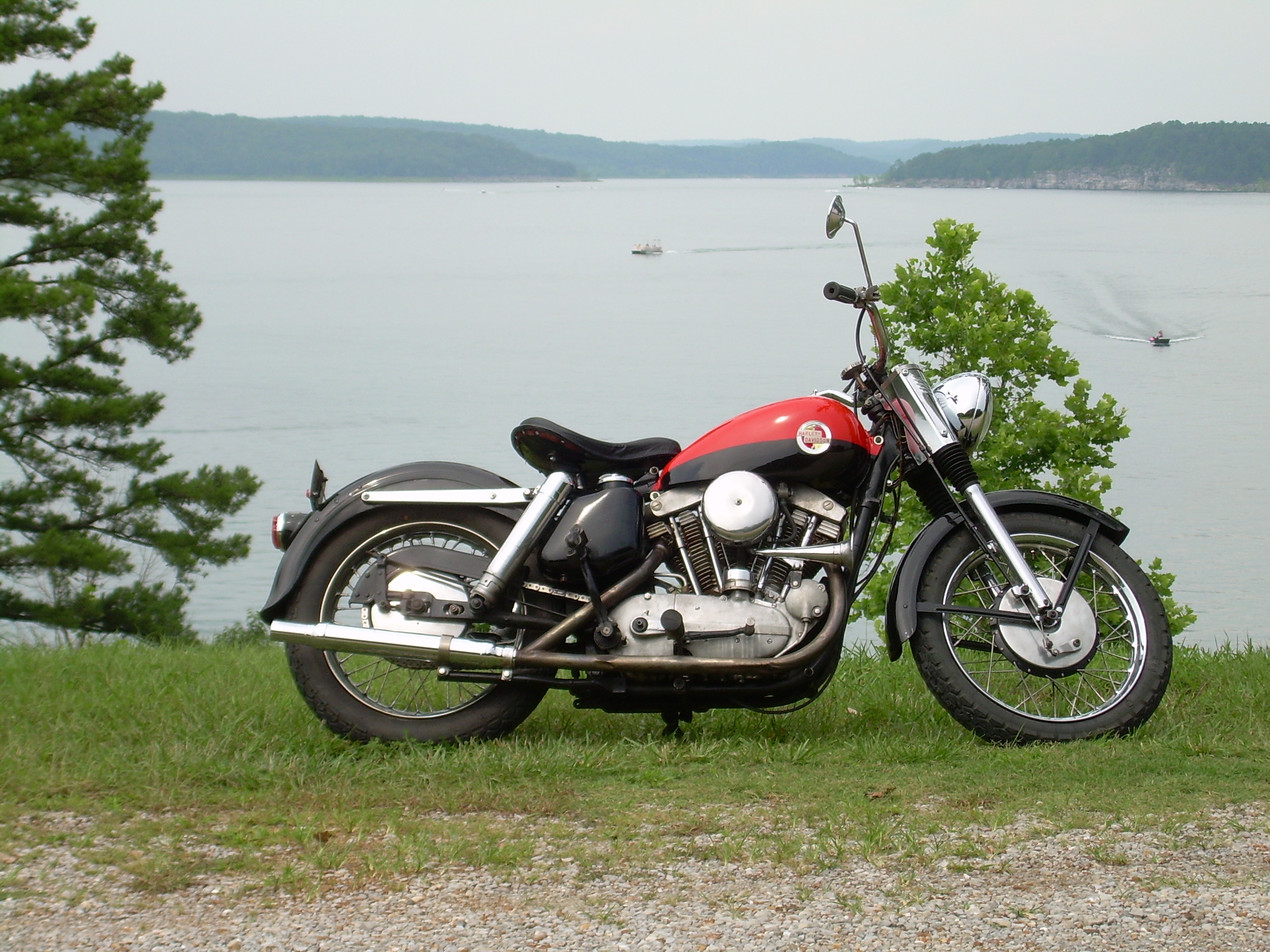
Sportster von 1957

1957 wurde unter dem Namen Sportster ein neuer, modernerer Motor entwickelt. Anstelle der alten, stehenden Ventile sind diese nun in einer OHV-Ventilsteuerung angebracht. Die weiterhin unten angebrachten Nockenwellen wirken auf Stößelstangen, die über Kipphebel Ventile betätigen, die von oben in den Brennraum hängen. So ist eine wesentlich günstigere Brennraumform möglich und dadurch auch eine höhere Leistung.
Aus 883 cm³ Hubraum wurden zunächst 42 PS (31 kW) gewonnen, bei dem ein Jahr später folgenden XLH-Modell wurde mit 55 PS (41 kW) erstmals mehr als eine Pferdestärke pro Kubikzoll Hubraum erreicht. Wie bei der K-Serie zuvor sind Motor und Getriebe in einem gemeinsamen Gehäuse untergebracht. Dieses ist fest mit dem Rahmen verbunden und übernimmt eine tragende Funktion. Aufgrund der Grauguss-Zylinderköpfe wird diese erste Sportster-Generation als „Ironhead“ bezeichnet.
Auf das als XL 883 bezeichnete Grundmodell folgten die leistungsstärkere XLH 883 (High Compression) mit höherer Verdichtung, das Offroad-Modell XLC 883 (Competition) und die XLCH 883 (Competition, High Compression).
Harley-Davidson Iron 883 wurde mit Neun-Speichen-Aluminiumgussrädern ausgestattet, die das Gesamtgewicht des Motorrads im Vergleich zum Vorgängermodell (KH-Modell) um 3,63 kg reduzieren. Die Sitze waren bequemer als bei den Vorgängermodellen und boten ein ruhigeres Fahrgefühl.
|               | XL 883                       | XLC 883                      | XLH 883                      | XLCH 883                     |
| ------------- | ---------------------------- | ---------------------------- | ---------------------------- | ---------------------------- |
| Modelljahre   | 1957–1959                    | 1958                         | 1958–1972                    | 1958–1972                    |
| Hubraum       | 53,9 ci (883 cm³)            | 53,9 ci (883 cm³)            | 53,9 ci (883 cm³)            | 53,9 ci (883 cm³)            |
| Bohrung × Hub | 76,2 × 96,8 mm               | 76,2 × 96,8 mm               | 76,2 × 96,8 mm               | 76,2 × 96,8 mm               |
| Verdichtung   | 7,5 : 1                      | 7,5 : 1                      | 9 : 1                        | 9 : 1                        |
| Leistung      | 42 PS (31 kW) bei 5500 min−1 | 42 PS (31 kW) bei 5500 min−1 | 56 PS (31 kW) bei 6300 min−1 | 56 PS (31 kW) bei 6300 min−1 |
| Radstand      | 1435 mm                      | 1448 mm                      | 1435 mm                      | 1448 mm                      |

### Modellpflege 1972

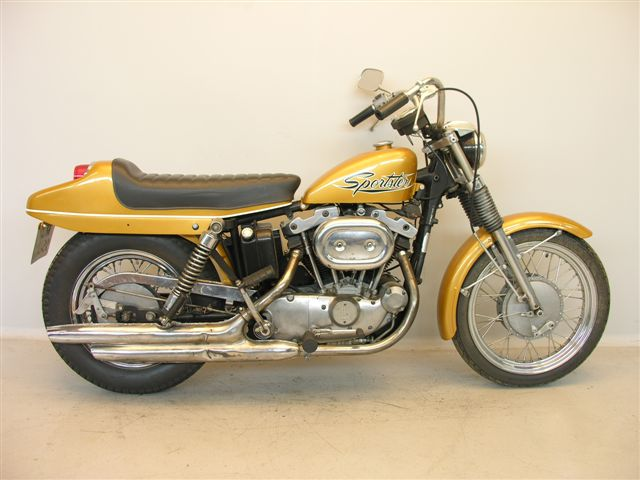
Boattail Sportster von 1973

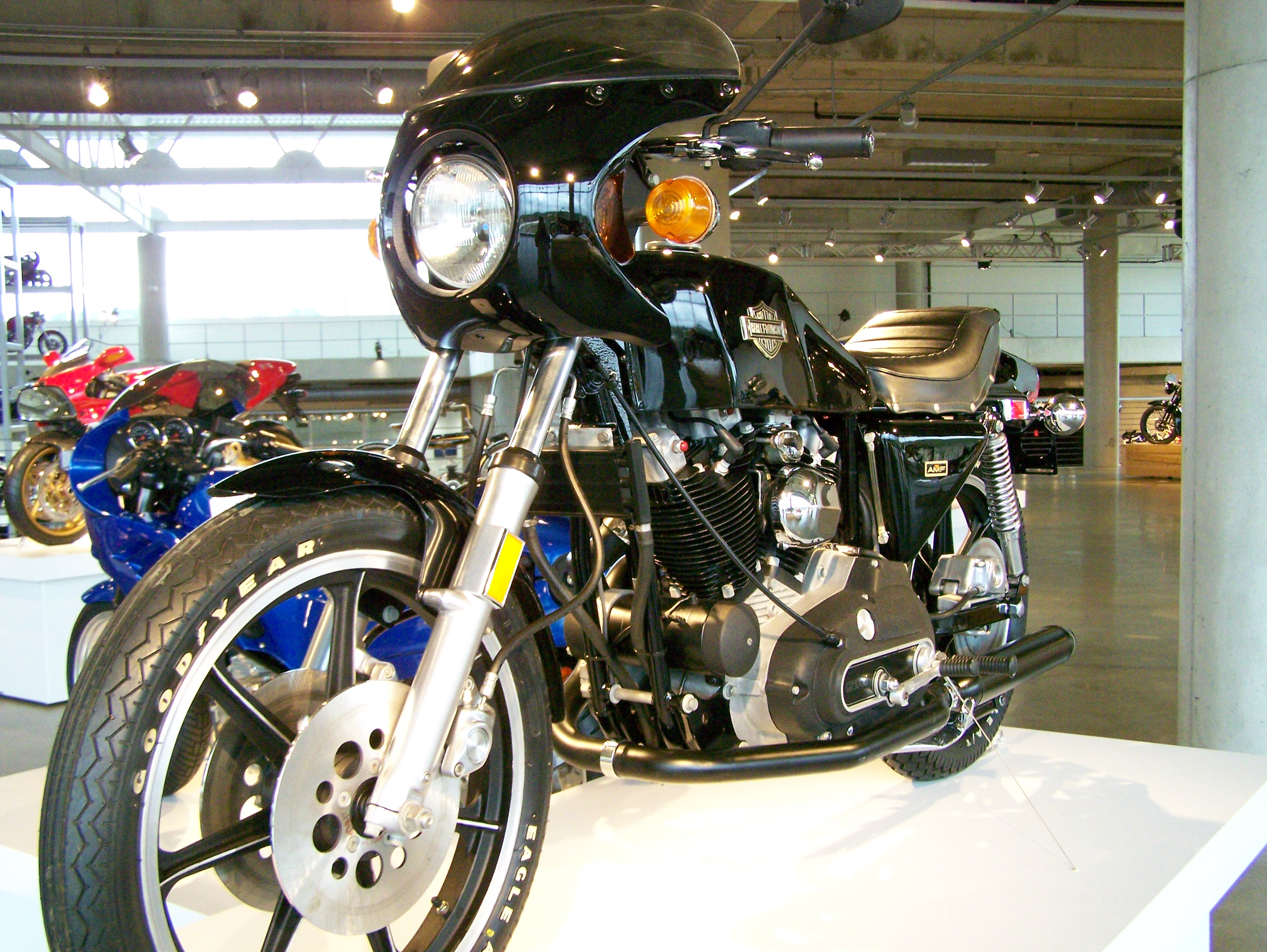
Sportster Cafe Racer von 1977

1972 wuchs der Hubraum der Sportster auf 997 cm³, dazu gab es erstmals bei Harley-Davidson eine Scheibenbremse an der Vorderachse. Die Modellreihen XLH und XLCH wurden weitergeführt und später durch weitere Varianten ergänzt.
1977 erschien die Reiseausführung XLT 1000 (Touring), die mit einem Windschild und bequemerem Sitz ausgestattet war. Im gleichen Jahr erschien außerdem die XLCR 1000 (Cafe Racer), für die sich Chefdesigner Willie G.Davidson an europäischen Vorbildern orientierte. Sie trug eine schwarze Halbschalenverkleidung und einen kantigen Tank, sportlicher waren auch der flache Lenker und die schlanke Sitzbank. Beide Modelle waren nicht erfolgreich und wurden bald wieder eingestellt.
Erfolgreicher waren die XLS 1000 (Roadster) und ab 1983 das günstigere Einstiegsmodell XLX-61. Die Ära der „Ironhead“-Sportster endete 1985.
|               | XLH 1000                     | XLCH 1000                    | XLT 1000                     | XLCR 1000                    | XLS 1000                     | XLX-61                       |
| ------------- | ---------------------------- | ---------------------------- | ---------------------------- | ---------------------------- | ---------------------------- | ---------------------------- |
| Modelljahre   | 1972–1986                    | 1972–1979                    | 1977–1978                    | 1977–1978                    | 1978–1986                    | 1983–1985                    |
| Hubraum       | 60,9 ci (997 cm³)            | 60,9 ci (997 cm³)            | 60,9 ci (997 cm³)            | 60,9 ci (997 cm³)            | 60,9 ci (997 cm³)            | 60,9 ci (997 cm³)            |
| Bohrung × Hub | 81 × 96,8 mm                 | 81 × 96,8 mm                 | 81 × 96,8 mm                 | 81 × 96,8 mm                 | 81 × 96,8 mm                 | 81 × 96,8 mm                 |
| Verdichtung   | 9 : 1                        | 9 : 1                        | 9 : 1                        | 9 : 1                        | 9 : 1                        | 9 : 1                        |
| Leistung      | 61 PS (45 kW) bei 6200 min−1 | 61 PS (45 kW) bei 6200 min−1 | 61 PS (45 kW) bei 6200 min−1 | 61 PS (45 kW) bei 6200 min−1 | 61 PS (45 kW) bei 6200 min−1 | 61 PS (45 kW) bei 6200 min−1 |

### Rennsport

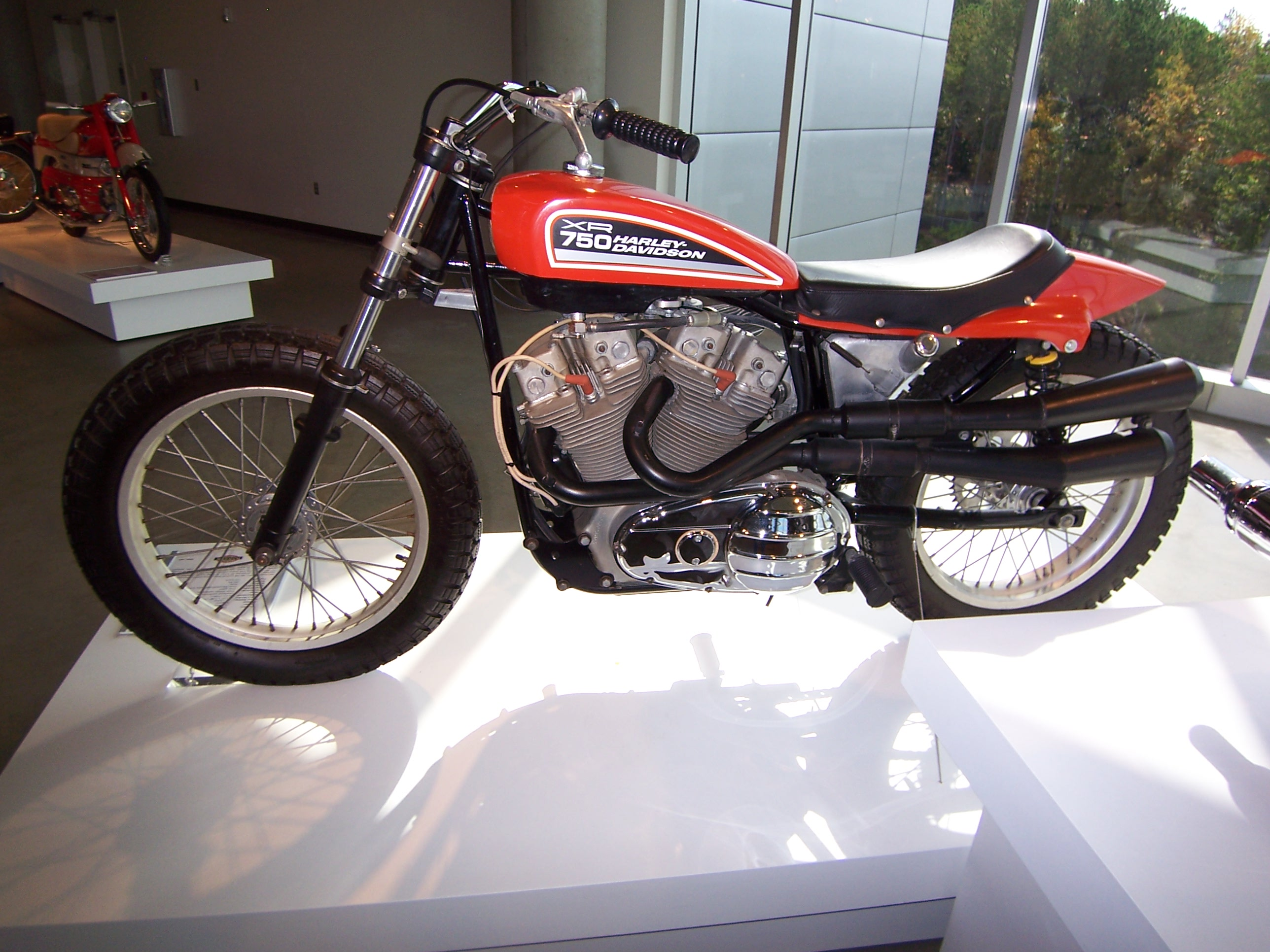
Harley-Davidson XR-750

Auf Basis der Sportster wurden unter den Bezeichnungen XLR-TT und XR-750 Modelle für den Rennsport angeboten. Die XLR-TT entstand zum Einsatz in der 900-cm³-Klasse der AMA als Weiterentwicklung der Vorgängermaschine KRTT mit dem neuen Sportster-Antrieb.
Die XR-750 entstand 1970 aufgrund eines geänderten Reglements für Flattrack-Rennen mit einem Hubraumlimit von 750 cm³. Um diese Grenze nicht zu überschreiten, wurde der Hub des Sportster-Motors drastisch reduziert. 1972 wurde der Motor grundlegend überarbeitet mit Leichtmetall-Zylinderköpfen, was die bisherige Neigung zur Überhitzung beseitigte. Der Hub wurde weiter reduziert auf 2,98 in (75,7 mm), die Bohrung dafür auf 3,125 in (79,4 mm) für weiterhin 749 cm³. Gedrehte Zylinderköpfe erlaubten es, beide Vergaser auf der rechten Seite des Motorrads anzubringen. Die XR-750 wurde zur erfolgreichsten Rennmaschine der AMA. Weitere Bekanntheit erlangte sie als Stunt-Motorrad von Evel Knievel.
Ein Ableger für die Straße ließ trotz vielfachem Wunsch bis 1983 auf sich warten. Die XR-1000 war eine Mischung aus der gewöhnlichen Sportster 1000 und der XR-750, von der sie unter anderem die Zylinderköpfe übernahm und so 72 PS (53 kW) erreichte. Aufgrund des hohen Preises war das Modell jedoch kein Erfolg und wurde bereits nach zwei Jahren wieder eingestellt.

## Evolution

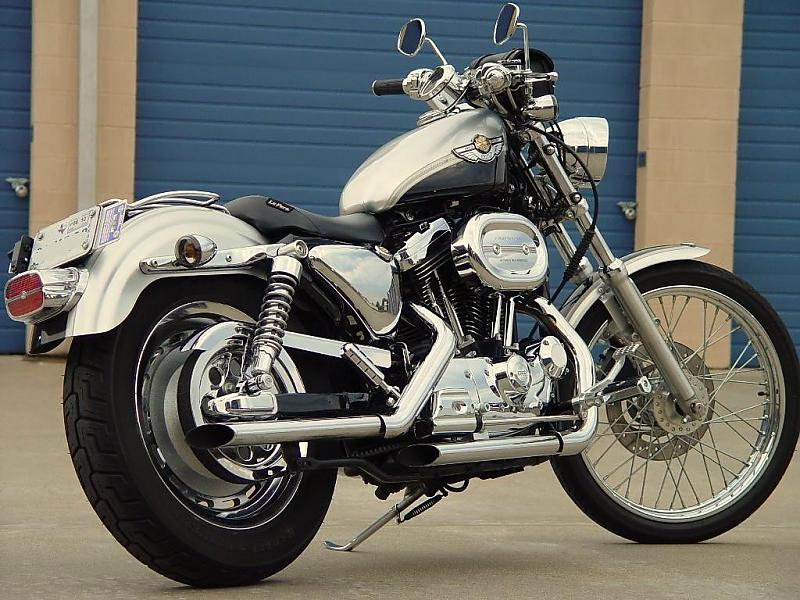
Sportster 1200 von 2003

Infolge des Management-Buy-out und der anschließenden Reorganisation bei Harley-Davidson wurde die gesamte, zu diesem Zeitpunkt veraltete, Modellpalette überarbeitet. Auf die Einführung des „Evolution“-Motors für die Big-Twins im Jahr 1984 folgte zwei Jahre später der „Evolution Sportster“. Beiden gemein ist die Konstruktion aus Aluminium, was zu Gewichtseinsparung und besseren thermischen Eigenschaften führt. Untypisch für den Motorradbau ist die Verwendung von Hydrostößeln, die zwei Ventile pro Zylinder werden von vier separaten Nockenwellen angetrieben.
Bis zu einer großen Überarbeitung 2003 blieb es auch bei der festen Verbindung von Motor und Rahmen. Von da an wurden trotz des Gewichtzuwachses Gummilager verwendet. 2007 folgte außerdem der Wechsel von Vergaser zu elektronischer Saugrohreinspritzung. Neben der unverändert 883 cm³ großen Einstiegsvariante gab es von 1986 bis 1988 eine 1101 cm³, von 1988 bis 2007 eine 1198 cm³ und von 2007 an eine 1202 cm³ große Variante des Evolution Sportster.
|               | XLH 883           | XLH 883 Deluxe    | XLH 883 Hugger    | XLH 883C Custom   | XLH 883R Roadster | XLH 1100           | XLH 1200           | XL 1200C Custom    | XL 1200S Sport     |
| ------------- | ----------------- | ----------------- | ----------------- | ----------------- | ----------------- | ------------------ | ------------------ | ------------------ | ------------------ |
| Modelljahre   | 1986–2003         | 1987–1995         | 1988–2003         | 1999–2003         | 2002–2003         | 1986–1987          | 1988–2003          | 1996–2003          | 1996–2003          |
| Hubraum       | 53,9 ci (883 cm³) | 53,9 ci (883 cm³) | 53,9 ci (883 cm³) | 53,9 ci (883 cm³) | 53,9 ci (883 cm³) | 67,2 ci (1101 cm³) | 73,2 ci (1198 cm³) | 73,2 ci (1198 cm³) | 73,2 ci (1198 cm³) |
| Bohrung × Hub | 76,2 × 96,8 mm    | 76,2 × 96,8 mm    | 76,2 × 96,8 mm    | 76,2 × 96,8 mm    | 76,2 × 96,8 mm    | 85,1 × 96,8 mm     | 88,8 × 96,8 mm     | 88,8 × 96,8 mm     | 88,8 × 96,8 mm     |

### Modellpflege 2003

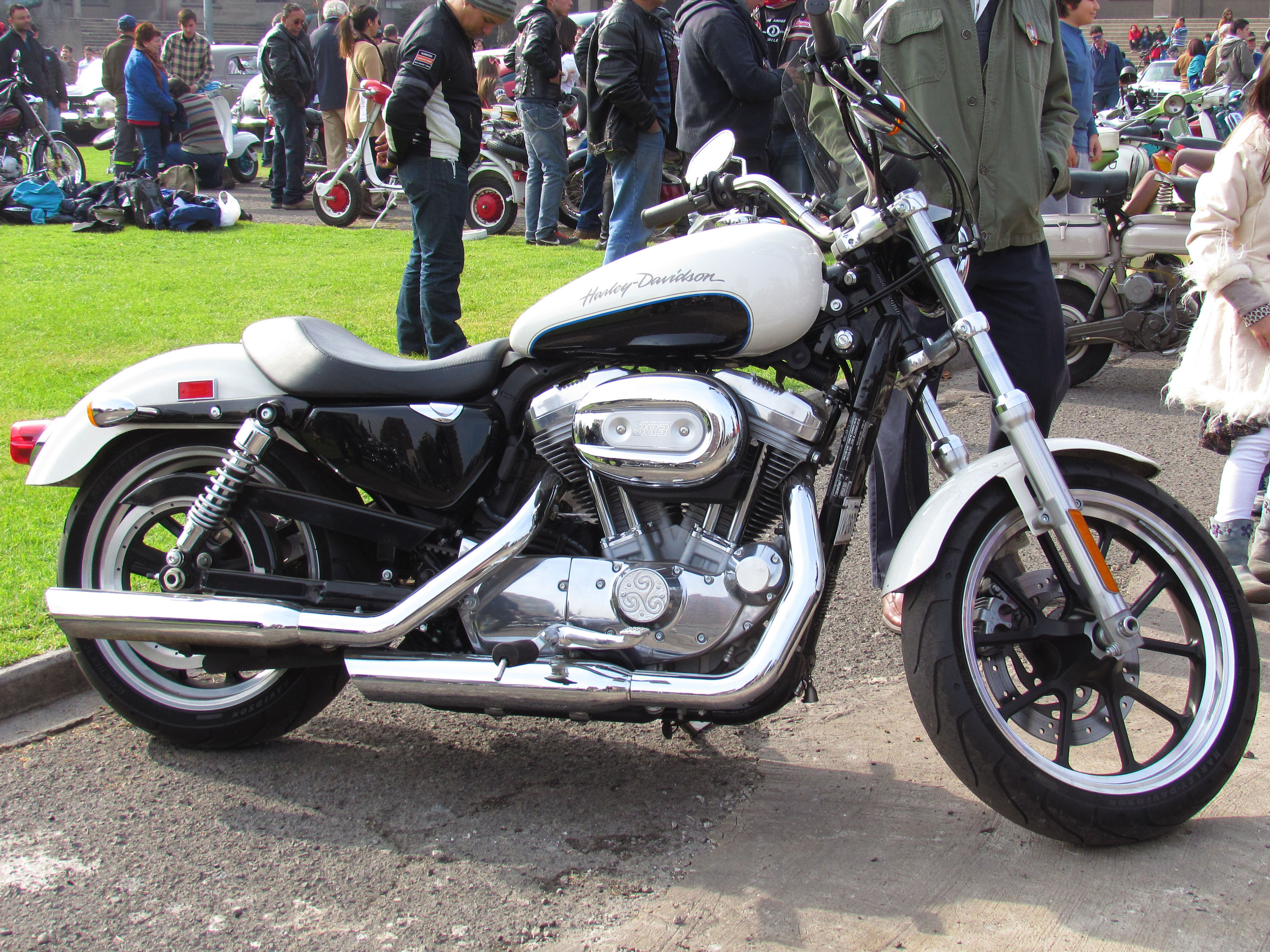
XL 883 Sportster

Eine große Überarbeitung der gesamten Sportster-Modellpalette fand 2003 statt. Anstelle der starren Verbindung von Motor und Rahmen ist der Antrieb nun in Gummipuffern gelagert. Diese Maßnahme entkoppelt die Schwingungen des Motors vom Rahmen und führt so zu einem Komfortgewinn zu Lasten des Gewichts. Die Motoren wurden deutlich überarbeitet mit dem Ziel einer Leistungssteigerung und verbesserten Kühlung. Durch die Modellpflege gewannen die Sportster-Modelle 1–6 PS und 2–7 Nm hinzu, aber auch 20–30 kg.
Die Basisausführung XL 883 und die Custom-Modelle wurden weitergeführt. Die Rolle einer sportlicher ausgelegten Sportster übernahmen Roadster-Modelle, die Sport entfiel. Ersatz für die Hugger mit besonders tiefer Sitzposition waren die XL 883L Low und XL 1200L Low.
|               | XL 883                       | XL 883C Custom               | XL 883L Low                  | XL 883R Roadster             | XL 1200C Custom              | XL 1200L Low                 | XL 1200R Roadster            |
| ------------- | ---------------------------- | ---------------------------- | ---------------------------- | ---------------------------- | ---------------------------- | ---------------------------- | ---------------------------- |
| Modelljahre   | 2004–2006                    | 2004–2006                    | 2005–2006                    | 2006                         | 2004–2006                    | 2006                         | 2004–2006                    |
| Hubraum       | 53,9 ci (883 cm³)            | 53,9 ci (883 cm³)            | 53,9 ci (883 cm³)            | 53,9 ci (883 cm³)            | 73,3 ci (1202 cm³)           | 73,3 ci (1202 cm³)           | 73,3 ci (1202 cm³)           |
| Bohrung × Hub | 76,2 × 96,8 mm               | 76,2 × 96,8 mm               | 76,2 × 96,8 mm               | 76,2 × 96,8 mm               | 88,9 × 96,8 mm               | 88,9 × 96,8 mm               | 88,9 × 96,8 mm               |
| Verdichtung   | 8,9 : 1                      | 8,9 : 1                      | 8,9 : 1                      | 8,9 : 1                      | 9,7 : 1                      | 9,7 : 1                      | 9,7 : 1                      |
| Leistung      | 40 kW (54 PS) bei 6000 min−1 | 40 kW (54 PS) bei 6000 min−1 | 40 kW (54 PS) bei 6000 min−1 | 40 kW (54 PS) bei 6000 min−1 | 49 kW (67 PS) bei 5900 min−1 | 49 kW (67 PS) bei 5900 min−1 | 49 kW (67 PS) bei 5900 min−1 |
| Drehmoment    | 69 Nm bei 4200 min−1         | 69 Nm bei 4200 min−1         | 69 Nm bei 4200 min−1         | 69 Nm bei 4200 min−1         | 93 Nm bei 3300 min−1         | 93 Nm bei 3300 min−1         | 93 Nm bei 3300 min−1         |
| Radstand      | 1520 mm                      | 1520 mm                      | 1515 mm                      | 1520 mm                      | 1520 mm                      | 1515 mm                      | 1520 mm                      |
| Vorderrad     | 100/90 – 19                  | MH90 – 21                    | 100/90 – 19                  | 100/90 – 19                  | MH90 – 21                    | 100/90 – 19                  | 100/90 – 19                  |
| Hinterrad     | 150/80 B16                   | 150/80 B16                   | 150/80 B16                   | 150/80 B16                   | 150/80 B16                   | 150/80 B16                   | 150/80 B16                   |

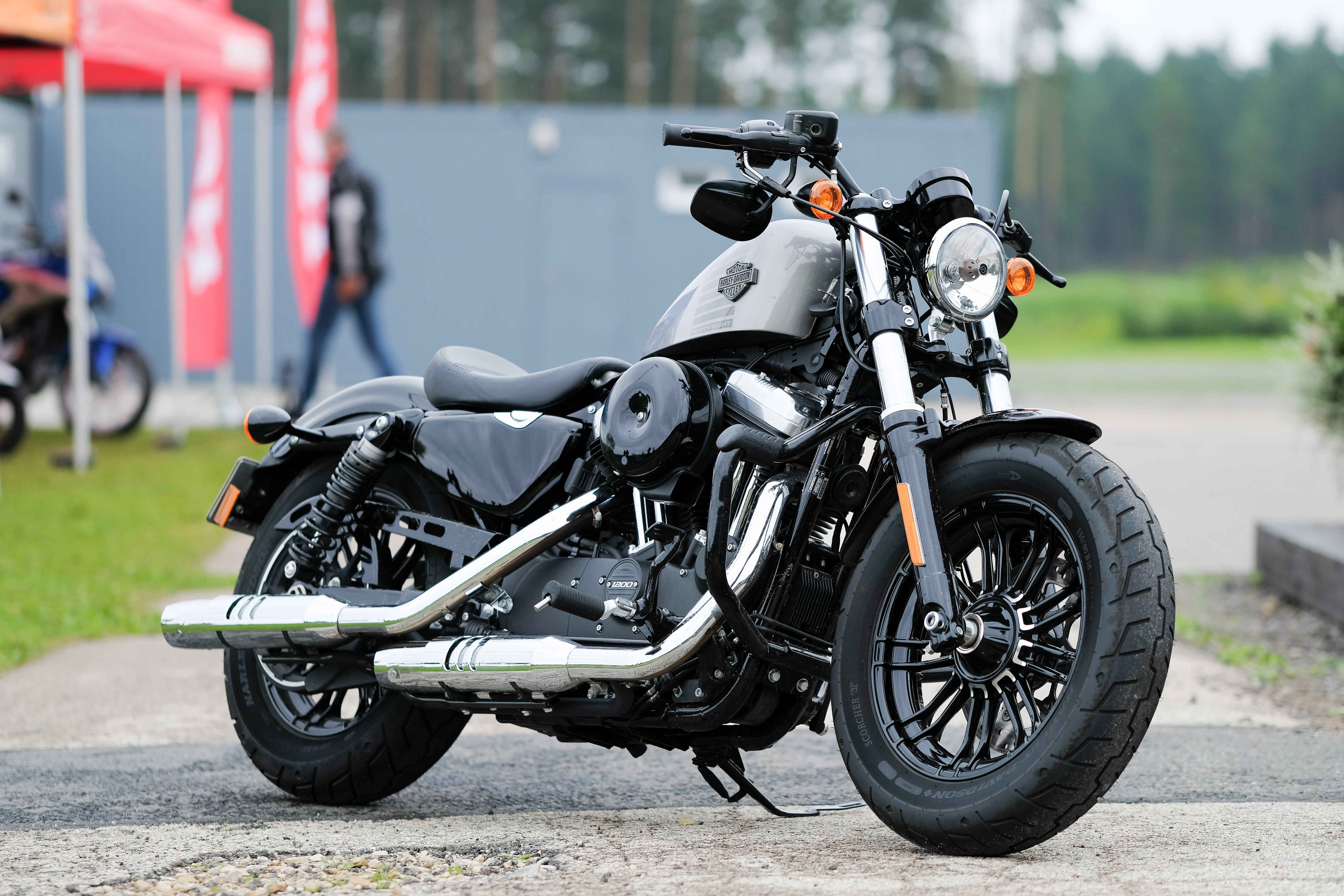
Sportster Forty Eight

2007 wurden die Sportster von Vergaser zu elektronischer Saugrohreinspritzung umgestellt, 2008 wurden die Radlager von imperialen auf metrische Maße umgestellt. In diesem Jahr erschien auch ein neues günstiges 1200er Modell, die Nightster. Diese setzt auf den sogenannten Dark Custom Look, den Verzicht auf Chromschmuck, stattdessen überwiegen schwarz eingefärbte Komponenten. Ein 883 cm³ Modell im gleichen Stil erschien im Folgejahr: Die XL 883N Iron ersetzte das bisherige Grundmodell XL 883. Aus dem Modellprogramm fielen schrittweise die Roadster und Low-Modelle und erhielten später Nachfolger in Form der XL 883L Super Low, der XL 1200T Super Low und der XL 1200CX Roadster.
Ein weiterer Neuzugang im Modellprogramm war 2010 die XL 1200X Forty-Eight, die typische Merkmale des Bobber-Stils trägt. Ihrem Namen entsprechend trägt sie einen schmalen „Peanut“-Tank, wie er bereits 1948 verbaut wurde. Drei Jahre später folgte die XL 1200V Seventy-Two mit 1970er typischen Chopper-Zutaten wie einem hohen „Apehanger“-Lenker mit langer, schräger Gabel oder großen Drahtspeichenrädern und Weißwandreifen.
Eine grundlegende Überarbeitung der elektrischen Systeme und Bremsen fand 2014 statt, von da an war auch ABS erhältlich.
|               | XL 883                       | XL 883C Custom               | XL 883L Low                  | XL 883L Super Low            | XL 883R Roadster             | XL 883N Iron                 |
| ------------- | ---------------------------- | ---------------------------- | ---------------------------- | ---------------------------- | ---------------------------- | ---------------------------- |
| Modelljahre   | 2007–2008                    | 2007–2009                    | 2007–2010                    | 2011–2016                    | 2007–2015                    | 2009–2016                    |
| Hubraum       | 53,9 ci (883 cm³)            | 53,9 ci (883 cm³)            | 53,9 ci (883 cm³)            | 53,9 ci (883 cm³)            | 53,9 ci (883 cm³)            | 53,9 ci (883 cm³)            |
| Bohrung × Hub | 76,2 × 96,8 mm               | 76,2 × 96,8 mm               | 76,2 × 96,8 mm               | 76,2 × 96,8 mm               | 76,2 × 96,8 mm               | 76,2 × 96,8 mm               |
| Verdichtung   | 8,9 : 1                      | 8,9 : 1                      | 8,9 : 1                      | 8,9 : 1                      | 8,9 : 1                      | 8,9 : 1                      |
| Leistung      | 39 kW (53 PS) bei 5900 min−1 | 39 kW (53 PS) bei 5900 min−1 | 39 kW (53 PS) bei 5900 min−1 | 39 kW (53 PS) bei 5900 min−1 | 39 kW (53 PS) bei 5900 min−1 | 39 kW (53 PS) bei 5900 min−1 |
| Drehmoment    | 70 Nm bei 3750 min−1         | 70 Nm bei 3750 min−1         | 70 Nm bei 3750 min−1         | 70 Nm bei 3750 min−1         | 70 Nm bei 3750 min−1         | 70 Nm bei 3750 min−1         |
| Radstand      | 1520 mm                      | 1520 mm                      | 1515 mm                      | 1500 mm                      | 1520 mm                      | 1510 mm                      |
| Vorderrad     | 100/90 – 19                  | MH90 – 21                    | 100/90 – 19                  | 120/70 ZR18                  | 100/90 – 19                  | 100/90 – 19                  |
| Hinterrad     | 150/80 B16                   | 150/80 B16                   | 150/80 B16                   | 150/60 ZR17                  | 150/80 B16                   | 150/80 B16                   |

|               | XL 1200C Custom                                                   | XL 1200C Custom                                                   | XL 1200L Low                                                      | XL 1200T Super Low                                                | XL 1200R Roadster                                                 | XL 1200CX Roadster                                                | XL 1200N Nightster                                                | XL 1200X Forty-Eight                                              | XL 1200V Seventy-Two                                              |
| ------------- | ----------------------------------------------------------------- | ----------------------------------------------------------------- | ----------------------------------------------------------------- | ----------------------------------------------------------------- | ----------------------------------------------------------------- | ----------------------------------------------------------------- | ----------------------------------------------------------------- | ----------------------------------------------------------------- | ----------------------------------------------------------------- |
| Modelljahre   | 2004–2010                                                         | 2011–2016                                                         | 2006–2011                                                         | 2014–2016                                                         | 2004–2009                                                         | 2016                                                              | 2008–2012                                                         | 2010–2016                                                         | 2013–2016                                                         |
| Hubraum       | 73,3 ci (1202 cm³)                                                | 73,3 ci (1202 cm³)                                                | 73,3 ci (1202 cm³)                                                | 73,3 ci (1202 cm³)                                                | 73,3 ci (1202 cm³)                                                | 73,3 ci (1202 cm³)                                                | 73,3 ci (1202 cm³)                                                | 73,3 ci (1202 cm³)                                                | 73,3 ci (1202 cm³)                                                |
| Bohrung × Hub | 88,9 × 96,8 mm                                                    | 88,9 × 96,8 mm                                                    | 88,9 × 96,8 mm                                                    | 88,9 × 96,8 mm                                                    | 88,9 × 96,8 mm                                                    | 88,9 × 96,8 mm                                                    | 88,9 × 96,8 mm                                                    | 88,9 × 96,8 mm                                                    | 88,9 × 96,8 mm                                                    |
| Verdichtung   | 10,0 : 1                                                          | 10,0 : 1                                                          | 10,0 : 1                                                          | 10,0 : 1                                                          | 10,0 : 1                                                          | 10,0 : 1                                                          | 10,0 : 1                                                          | 10,0 : 1                                                          | 10,0 : 1                                                          |
| Leistung      | 50 kW (68 PS) bei 5750 min−1                                      | 50 kW (68 PS) bei 5750 min−1                                      | 50 kW (68 PS) bei 5750 min−1                                      | 50 kW (68 PS) bei 5750 min−1                                      | 50 kW (68 PS) bei 5750 min−1                                      | 50 kW (68 PS) bei 5750 min−1                                      | 50 kW (68 PS) bei 5750 min−1                                      | 50 kW (68 PS) bei 5750 min−1                                      | 50 kW (68 PS) bei 5750 min−1                                      |
| Drehmoment    | 2007–2013: 98 Nm bei 3200 min−1 ; 2014–2016: 96 Nm bei 3750 min−1 | 2007–2013: 98 Nm bei 3200 min−1 ; 2014–2016: 96 Nm bei 3750 min−1 | 2007–2013: 98 Nm bei 3200 min−1 ; 2014–2016: 96 Nm bei 3750 min−1 | 2007–2013: 98 Nm bei 3200 min−1 ; 2014–2016: 96 Nm bei 3750 min−1 | 2007–2013: 98 Nm bei 3200 min−1 ; 2014–2016: 96 Nm bei 3750 min−1 | 2007–2013: 98 Nm bei 3200 min−1 ; 2014–2016: 96 Nm bei 3750 min−1 | 2007–2013: 98 Nm bei 3200 min−1 ; 2014–2016: 96 Nm bei 3750 min−1 | 2007–2013: 98 Nm bei 3200 min−1 ; 2014–2016: 96 Nm bei 3750 min−1 | 2007–2013: 98 Nm bei 3200 min−1 ; 2014–2016: 96 Nm bei 3750 min−1 |
| Radstand      | 1520 mm                                                           | 1520 mm                                                           | 1515 mm                                                           | 1500 mm                                                           | 1520 mm                                                           | 1510 mm                                                           | 1505 mm                                                           | 1520 mm                                                           | 1525 mm                                                           |
| Vorderrad     | MH90 – 21                                                         | 130/90 B16                                                        | 100/90 – 19                                                       | 120/70 ZR18                                                       | 100/90 – 19                                                       | 120/70 R19                                                        | 100/90 – 19                                                       | 130/90 B16                                                        | MH90 – 21                                                         |
| Hinterrad     | 150/80 B16                                                        | 150/80 B16                                                        | 150/80 B16                                                        | 150/70 ZR17                                                       | 150/80 B16                                                        | 150/70 R18                                                        | 150/80 B16                                                        | 150/80 B16                                                        | 150/80 B16                                                        |

Zum 60-jährigen Jubiläum der Sportster im Jahr 2017 fand eine weitere Überarbeitung des Modellprogramms statt. Grund dafür war die Einführung der Euro 4-Abgasnorm für Motorräder. Die Leistungsdaten änderten sich geringfügig, die Konfiguration einiger Modelle wurde modifiziert. Die Modellpalette wurde ein Jahr später noch durch die XL 1200NS Iron ergänzt und blieb dann bis zur Einstellung der Baureihe 2020 unverändert.
|                | XL 883L Super Low            | XL 883N Iron                 | XL 1200C Custom              | XL 1200T Super Low           | XL 1200CX Roadster           | XL 1200X Forty-Eight         | XL 1200NS Iron               |            |
| -------------- | ---------------------------- | ---------------------------- | ---------------------------- | ---------------------------- | ---------------------------- | ---------------------------- | ---------------------------- | ---------- |
| Modelljahre    | 2017–2020                    | 2017–2020                    | 2017–2020                    | 2017–2020                    | 2017–2020                    | 2017–2020                    | 2018–2020                    |            |
| Hubraum        | 53,9 ci (883 cm³)            | 53,9 ci (883 cm³)            | 73,3 ci (1202 cm³)           | 73,3 ci (1202 cm³)           | 73,3 ci (1202 cm³)           | 73,3 ci (1202 cm³)           | 73,3 ci (1202 cm³)           |            |
| Bohrung × Hub  | 76,2 × 96,8 mm               | 76,2 × 96,8 mm               | 88,9 × 96,8 mm               | 88,9 × 96,8 mm               | 88,9 × 96,8 mm               | 88,9 × 96,8 mm               | 88,9 × 96,8 mm               |            |
| Verdichtung    | 9,0 : 1                      | 9,0 : 1                      | 10,0 : 1                     | 10,0 : 1                     | 10,0 : 1                     | 10,0 : 1                     | 10,0 : 1                     |            |
| Leistung       | 38 kW (52 PS) bei 5750 min−1 | 38 kW (52 PS) bei 5750 min−1 | 49 kW (67 PS) bei 6000 min−1 | 49 kW (67 PS) bei 6000 min−1 | 49 kW (67 PS) bei 6000 min−1 | 49 kW (67 PS) bei 6000 min−1 | 49 kW (67 PS) bei 6000 min−1 |            |
| Drehmoment     | 68 Nm bei 4750 min−1         | 68 Nm bei 4750 min−1         | 96 Nm bei 3500 min−1         | 96 Nm bei 3500 min−1         | 96 Nm bei 3500 min−1         | 96 Nm bei 3500 min−1         | 96 Nm bei 3500 min−1         |            |
| Radstand       | 1500 mm                      | 1515 mm                      | 1530 mm                      | 1500 mm                      | 1505 mm                      | 1495 mm                      | 1515 mm                      |            |
| Vorderrad      | 120/70 ZR18                  | 100/90 – 19                  | 130/90 B16                   | 120/70 ZR18                  | 120/70 R19                   | 130/90 B16                   | 100/90 B19                   |            |
| Hinterrad      | 150/60 ZR17                  | 150/80 B16                   | 150/80 B16                   | 150/70 ZR17                  | 150/80 B16                   | 150/70 R18                   | 150/80 B16                   | 150/80 B16 |
| Gewicht        | 258 kg                       | 256 kg                       | 268 kg                       | 274 kg                       | 259 kg                       | 252 kg                       | 256 kg                       |            |
| CO2–Emissionen | 111 g/km                     | 111 g/km                     | 120 g/km                     | 115 g/km                     | 120 g/km                     | 120 g/km                     | 120 g/km                     |            |

### XR 1200

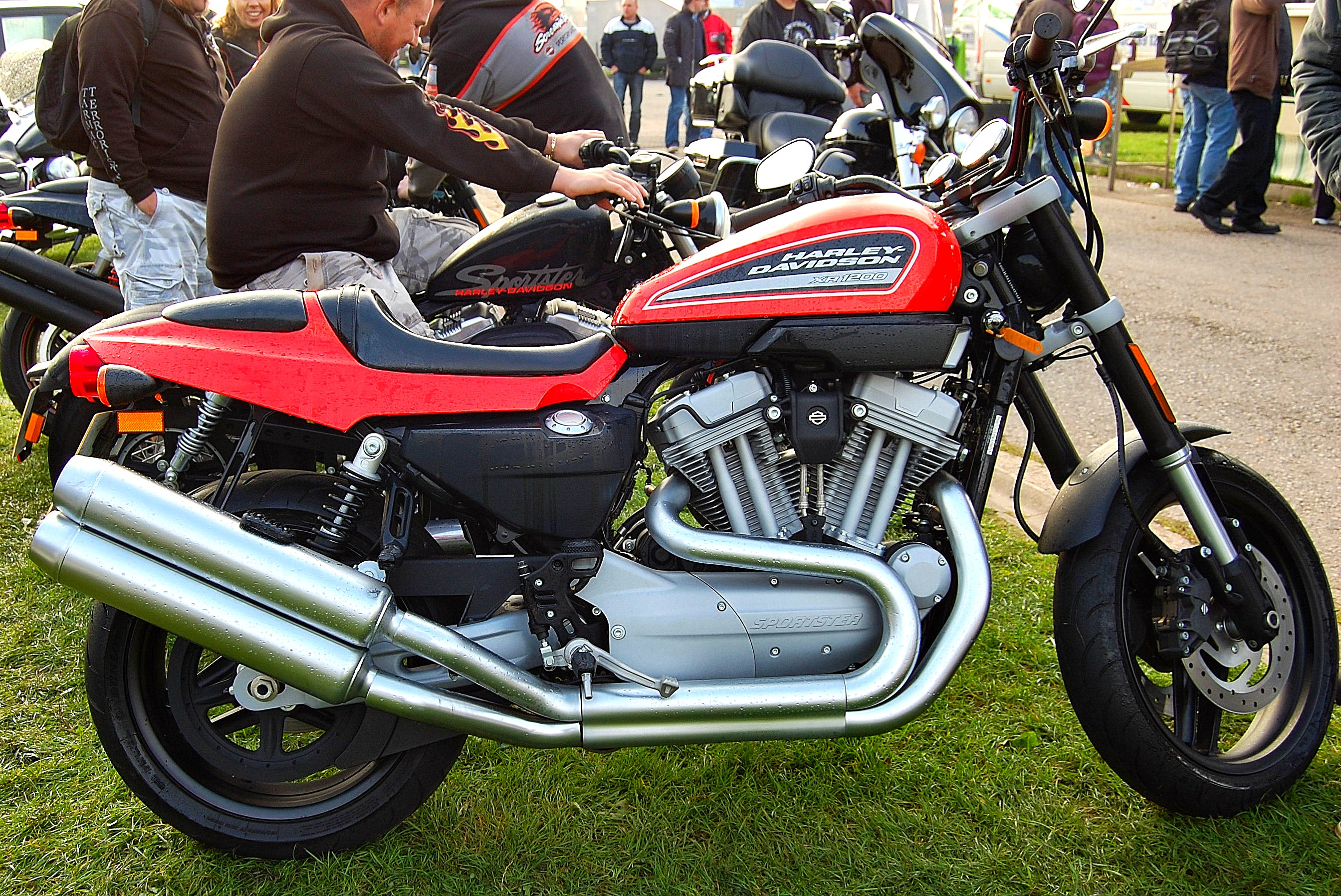
XR 1200 Sportster

Um an die glorreiche Dirttrack-Vergangenheit zu erinnern, stellte Harley-Davidson 2006 auf der Messe Intermot die Studie einer Evolution Sportster mit Designmerkmalen der XR-750 vor. Zwei Jahre später erschien die XR-1200 zunächst exklusiv in Europa und erst mit einem Jahr Verspätung 2009 auf dem US-amerikanischen Heimatmarkt.
Der bekannte Sportster-Motor wurde überarbeitet um eine wesentlich höhere Spitzenleistung von 91 PS (67 kW) zu erreichen. Fahrwerk und Bremsen wurden ebenfalls überarbeitet, galten jedoch zunächst als weiterhin nicht gut genug, ein Makel der ab 2010 mit der XR 1200X behoben wurde. Die Verkaufszahlen galten dennoch als enttäuschend.
|               | XR 1200                      | XR 1200X                     |
| ------------- | ---------------------------- | ---------------------------- |
| Modelljahre   | 2008–2010                    | 2010–2012                    |
| Hubraum       | 73,3 ci (1202 cm³)           | 73,3 ci (1202 cm³)           |
| Bohrung × Hub | 88,9 × 96,8 mm               | 88,9 × 96,8 mm               |
| Verdichtung   | 10,0 : 1                     | 10,0 : 1                     |
| Leistung      | 67 kW (91 PS) bei 7000 min−1 | 67 kW (91 PS) bei 7000 min−1 |
| Drehmoment    | 100 Nm bei 3700 min−1        | 100 Nm bei 3700 min−1        |
| Radstand      | 1515 mm                      | 1515 mm                      |
| Vorderrad     | 120/70 ZR18                  | 120/70 ZR18                  |
| Hinterrad     | 180/55 ZR17                  | 180/55 ZR17                  |
| Gewicht       | 260 kg                       | 260 kg                       |

## Revolution Max
Unter dem Eindruck rückläufiger Absätze und neuer Konkurrenz in Form der wiederbelebten Motorradmarke Indian, die unter anderem mit modernerer Technik und mehr Leistung Marktanteile von Harley-Davidson zu erobern versuchte, stellte Harley-Davidson am 30. Juli 2018 einen Wachstumsplan namens „More Roads to Harley-Davidson“ vor. Darin enthalten war auch eine grundlegende Erneuerung der Sportster-Reihe, die den Bruch mit der bisherigen luftgekühlten Tradition vorsah.
Als Antrieb dient der sogenannte „Revolution Max“-Motor in zwei Varianten mit 975 cm³ und 1252 cm³. Es handelt sich weiterhin um einen Zweizylindermotor aus Aluminium. Die Zylinder stehen in einem Winkel von 60° zueinander, es handelt sich um einen unechten V-Motor mit einem Hubzapfenversatz von 30°, was zu einem Zündabstand wie bei einem gewöhnlichen 90°-V2-Motor führt. Vier Ventile pro Zylinder werden über insgesamt vier obenliegende Nockenwellen angesteuert, die um bis zu 40° nach früh oder spät verstellt werden können. Die Kupplung-Getriebe-Einheit ist kompakter, anstelle einer Kette wird der Primärantrieb nun über Zahnräder ausgeführt.
Erstes neues Modell war 2021 die Sportster S, die auf eine leistungsreduzierte Variante des 1252 cm³ großen Revolution-Max-Motors mit Doppelzündung setzt. Gefolgt wurde sie 2022 von der Nightster mit 975 cm³ und einer Zündkerze je Zylinder. Die Sportster S übernimmt Gestaltungsmerkmale von Bobbern wie breite Reifen und kurzes Heck, verbunden mit sportlichem Anspruch und hochgelegter Auspuffanlage wie bei Flattrack-Rennmaschinen. Die Nightster ist genau wie die Sportster S einsitzig, folgt mit ihren schmaleren Reifen, niedrigerer Auspuffanlage und längerem Heck gewohnteren Designmerkmalen der Sportster-Reihe. Zum Zeitpunkt der Markteinführung wurde die Nightster für ihren hohen Preis von 14995 € bei nur geringem Abstand zur Sportster S (15995 €) kritisiert.
|                | RH975 Nightster              | RH1250S Sportster S           |
| -------------- | ---------------------------- | ----------------------------- |
| Modelljahre    | seit 2022                    | seit 2021                     |
| Hubraum        | 975 cm³                      | 1252 cm³                      |
| Bohrung × Hub  | 97 × 66 mm                   | 105 × 72,3 mm                 |
| Verdichtung    | 12,0 : 1                     | 12,0 : 1                      |
| Leistung       | 66 kW (89 PS) bei 7500 min−1 | 90 kW (122 PS) bei 7500 min−1 |
| Drehmoment     | 95 Nm bei 5750 min−1         | 125 Nm bei 6000 min−1         |
| Radstand       | 1545 mm                      | 1520 mm                       |
| Vorderrad      | 100/90 – 19                  | 160/70 TR17                   |
| Hinterrad      | 150/80 B16                   | 180/70 R16                    |
| Gewicht        | 221 kg                       | 228 kg                        |
| CO2–Emissionen | 126 g/km                     | 126 g/km                      |